# Akam
Sunny Dhinsa (Abbotsford, 20 maggio 1993) è un wrestler ed ex lottatore canadese.
Ha detenuto una volta il Raw Tag Team Championship e una volta l'NXT Tag Team Championship (con Rezar). Insieme a lui, inoltre, ha vinto anche il Dusty Rhodes Tag Team Classic nel 2016.
È stato vicecampione ai Giochi panamericani di Guadalajara 2011 nel torneo di lotta libera 120 chilogrammi.

## Carriera nel wrestling

### WWE (2015–2020)

#### NXT(2015–2018)
Nell'ottobre 2014 Dhinsa ha firmato con la WWE ed è stato mandato nel centro di allenamento della federazione, il WWE Performance Center. Dopo aver sconfitto Scott Dawson in un House Show di NXT il 4 aprile 2015, nel febbraio del 2016 è stato affiancato a Rezar, formando gli Authors of Pain.
Gli Authors of Pain hanno debuttato l'8 giugno 2016 ad NXT TakeOver: The End dove hanno attaccato gli NXT Tag Team Champions, gli American Alpha, prima di andarsene nel backstage con il loro manager Paul Ellering. Nella puntata di NXT del 15 giugno gli Authors of Pain hanno vinto il loro primo match al loro debutto sconfiggendo due jobber locali in poco tempo. Nella puntata di NXT del 10 agosto gli Authors of Pain sconfiggono facilmente Rob Kimball e Adrian Nails, due jobber locali. Nella puntata di NXT del 24 agosto gli Authors of Pain sconfiggono senza problemi i TM-61. Nella puntata di NXT del 14 settembre gli Authors of Pain distruggono in pochissimi minuti Chris Payne e Doug Sessa, due jobber locali. Nella puntata di NXT del 28 settembre gli Authors of Pain continuano la loro striscia vincente sconfiggendo senza problemi altri due jobber, Jesus Yurnet e Jonathan Cruz. Il 19 novembre a NXT TakeOver: Toronto gli Authors of Pain, dopo aver demolito i loro avversari nel corso del torneo Dusty Rhodes Tag Team Classic, sono giunti alla finale dove hanno sconfitto i TM-61, nonostante Paul Ellering fosse sospeso su una gabbia al di sopra del ring, vincendo di conseguenza il torneo e il trofeo. Nella puntata di NXT del 21 dicembre gli Authors of Pain si liberano facilmente di John Ortagun e Anthony Bowens, due jobber locali. Il 28 gennaio a NXT TakeOver: San Antonio gli Authors of Pain hanno sconfitto i #DIY (Johnny Gargano e Tommaso Ciampa) conquistando l'NXT Tag Team Championship per la prima volta. Nella puntata di NXT del 15 febbraio gli Authors of Pain hanno sconfitto facilmente Garriston Spears e Lance Anoa'i, due jobber locali. Nella puntata di NXT del 1º marzo gli Authors of Pain hanno difeso con successo i titoli contro i #DIY per squalifica a causa dell'intervento dei Revival (Dash Wilder e Scott Dawson). Il 1º aprile, a NXT TakeOver: Orlando, gli Authors of Pain hanno difeso con successo l'NXT Tag Team Championship in un Triple Threat Tag Team Elimination match che comprendeva anche i #DIY e i Revival (che sono stati gli ultimi ad essere eliminati). Il 20 maggio, a NXT TakeOver: Chicago, gli Authors of Pain hanno difeso con successo l'NXT Tag Team Championship contro i #DIY in un Ladder match. Nella puntata di NXT del 14 giugno gli Authors of Pain hanno sconfitto facilmente Anthony Dominguez e Wilmer Freyday, due jobber locali. Nella puntata di NXT del 12 luglio gli Authors of Pain hanno difeso con successo il titolo contro gli Heavy Machinery (Otis Dozovic e Tucker Knight). Il 19 agosto, a NXT TakeOver: Brooklyn III, gli Authors of Pain hanno perso l'NXT Tag Team Championship a favore dei SAnitY (Alexander Wolfe e Eric Young) dopo 203 giorni di regno, e subendo inoltre la prima sconfitta per schienamento dal loro debutto ad NXT. Nella puntata di NXT del 1º novembre il match tra gli Authors of Pain e i SAnitY valevole per l'NXT Tag Team Championship è terminato in no-contest a causa dell'intervento dell'Undisputed Era (Adam Cole, Bobby Fish e Kyle O'Reilly). Il 18 novembre, a NXT TakeOver: WarGames, gli Authors of Pain e Roderick Strong hanno partecipato ad un WarGames match che includeva anche i SAnitY e l'Undisputed Era ma il match è stato vinto da questi ultimi. Nella puntata di NXT del 13 dicembre gli Authors of Pain hanno sconfitto Danny Burch e Oney Lorcan. Nella puntata di NXT del 17 gennaio 2018 gli Authors of Pain hanno sconfitto gli Street Profits (Angelo Dawkins e Montez Ford), diventando i contendenti nº1 all'NXT Tag Team Championship dell'Undisputed Era. Il 27 gennaio, a NXT TakeOver: Philadelphia, gli Authors of Pain hanno affrontato Fish e O'Relly dell'Undisputed Era per l'NXT Tag Team Championship ma sono stati sconfitti. Nella puntata di NXT del 7 marzo gli Authors of Pain hanno sconfitto i TM-61 nei quarti di finale del Dusty Rhodes Tag Team Classic. Nella puntata di NXT del 28 marzo gli Authors of Pain hanno sconfitto gli Street Profits nelle semifinali del Dusty Rhodes Tag Team Classic. Nella puntata di NXT del 4 aprile la finale del Dusty Rhodes Tag Team Classic fra gli Authors of Pain e la coppia formata dal WWE United Kingdom Champion Pete Dunne e Roderick Strong è terminata in doppia squalifica a causa dell'intervento dell'Undisputed ERA. Il 7 aprile, a NXT TakeOver: New Orleans, gli Authors of Pain hanno partecipato ad un Triple Threat Tag Team match per l'NXT Tag Team Championship e il Dusty Rhodes Tag Team Classic Trophy che includeva anche l'Undisputed Era e la coppia formata da Pete Dunne e Roderick Strong ma il match è stato vinto dai campioni, l'Undisputed Era.

#### Main roster (2018–2020)
Gli Authors of Pain hanno fatto il loro debutto nel roster principale nella puntata di Raw del 9 aprile 2018 sconfiggendo Heath Slater e Rhyno. Nel backstage, inoltre, gli Authors of Pain hanno concluso la loro collaborazione con Paul Ellering. Nella puntata di Raw del 16 aprile gli Authors of Pain hanno sconfitto nuovamente Heath Slater e Rhyno. Nella puntata di Raw del 30 aprile gli Authors of Pain hanno sconfitto facilmente i jobber Francois e Jean-Paul. Nella puntata di Main Event del 16 maggio gli Authors of Pain hanno sconfitto il Titus Worldwide (Apollo Crews e Titus O'Neil). Nella puntata di Main Event del 20 giugno gli Authors of Pain sono tornati in azione sconfiggendo i Breezango (Tyler Breeze e Fandango). Nella puntata di Raw del 25 giugno gli Authors of Pain hanno sconfitto facilmente i jobber Rex Gibson e Rich Gibson. Nella puntata di Raw del 2 luglio gli Authors of Pain hanno sconfitto il Titus Worldwide (Apollo Crews e Titus O'Neil). Nella puntata di Raw del 16 luglio gli Authors of Pain hanno sconfitto nuovamente il Titus Worldwide. Nella puntata di Raw del 3 settembre gli AOP (acronimo del precedente nome The Authors of Pain) sono stati affiancati da Drake Maverick (che ricopre anche il ruolo di general manager di 205 Live) come loro nuovo manager. Nella puntata di Raw del 5 novembre gli AOP hanno sconfitto il solo Seth Rollins, conquistando così il Raw Tag Team Championship. Nella puntata di Raw del 26 novembre gli AOP hanno difeso con successo i titoli contro Bobby Roode e Chad Gable. Nella puntata di Raw del 10 dicembre gli AOP hanno perso i titoli contro Roode e Gable dopo 35 giorni di regno in un 3-on-2 Handicap match in cui Drake Maverick era in coppia con gli AOP. Nella puntata di Raw del 17 dicembre gli AOP hanno partecipato un Fatal 4-Way match che includeva anche i Lucha House Party (Kalisto e Lince Dorado), il B-Team (Bo Dallas e Curtis Axel) e i Revival (Dash Wilder e Scott Dawson) per determinare i contendenti nº1 al Raw Tag Team Championship di Bobby Roode e Chad Gable ma il match è stato vinto dai Revival. Successivamente, Akam ha subito un infortunio al braccio che lo terrà fuori dalle scene per un periodo imprecisato. Akam è poi tornato da un infortunio il 7 giugno 2019 a Super ShowDown partecipando ad un 50-man Battle Royal ma è stato eliminato.
Dalla puntata di Raw del 16 settembre 2019 sono iniziati ad andare in onda dei video in cui gli AOP, vestiti in maniera elegante, hanno annunciato il loro imminente ritorno. Gli AOP sono poi tornati nella puntata di Raw del 25 novembre sconfiggendo facilmente Curt Hawkins e Zack Ryder. Nella puntata di Raw del 9 dicembre gli AOP si sono alleati con Seth Rollins, il quale ha effettuato un turn heel, e hanno attaccato brutalmente Kevin Owens. Nella puntata di Raw del 6 gennaio 2020 gli AOP e Seth Rollins sono stati sconfitti per squalifica da Big Show, Kevin Owens e Samoa Joe. Nella puntata di Raw del 13 gennaio gli AOP e Seth Rollins hanno sconfitto Big Show, Kevin Owens e Samoa Joe in un Fist Fight grazie all'aiuto di Buddy Murphy. Nella puntata di Raw del 3 febbraio gli AOP e Buddy Murphy hanno prevalso su Kevin Owens e i Viking Raiders (Erik e Ivar) in un match ed eliminazione, con Rezar come ultimo sopravvissuto. Nella puntata di Raw del 10 febbraio gli AOP, Murphy e Seth Rollins hanno sconfitto Kevin Owens, Samoa Joe e i Viking Raiders. Nella puntata di Raw del 17 febbraio gli AOP e Murphy sono stati sconfitti da Kevin Owens e i Viking Raiders per squalifica a causa dell'intervento di Seth Rollins ai danni di Owens.
Il 4 settembre 2020 gli AOP sono stati licenziati.

### Ritorno in WWE (2024–2025)
Gli AOP tornarono a sorpresa nella puntata speciale SmackDown New Year's Revolution del 5 gennaio 2024 al fianco di Karrion Kross, Scarlett e Paul Ellering attaccando Bobby Lashley e gli Street Profits assieme a Kross. La settimana dopo venne annunciato la nascita di una nuova stable, nota come The Final Testament. Gli AOP tornarono in azione sul ring nella puntata di SmackDown del 16 febbraio sconfiggendo Beau Morris e Javier Bernal in neanche un minuto. Il 7 aprile successivo fa il suo debutto a WrestleMania, nella seconda notte di WrestleMania XL dove insieme il Final Testament perde contro Lashley e gli Street Profits in un Philadelphia street fight match.
L'8 febbraio del 2025 è stato licenziato dalla WWE.

## Personaggio

### Mosse finali
- Pumphandle Death Valley driver

## Palmarès
- Giochi panamericani

Guadalajara: argento nella lotta libera 120 kg.
- Campionati panamericani

Colorado Spring 2012: argento nella lotta libera 120 kg.; bronzo nella lotta greco-romana 120 kg.
- Giochi della Francofonia

Nizza 2013: oro nella lotta libera 120 kg.
- Campionati del Commonwealth

Melbourne 2011: oro nella lotta libera 120 kg.; bronzo nella lotta greco-romana 120 kg

## Titoli e riconoscimenti
- Pro Wrestling Illustrated
  - 204º tra i 500 migliori wrestler secondo PWI 500 (2018)
- WWE
  - NXT Tag Team Championship (1) – con Rezar
  - WWE Raw Tag Team Championship (1) – con Rezar
  - Dusty Rhodes Tag Team Classic (edizione 2016) – con Rezar